# Довмонтов город
Довмонтов город — каменная постройка XIII века, пристроенная для дополнительного укрепления Крома, расширения площади крепости и защиты городского посада Пскова. Название произошло от имени Довмонта (в крещении Тимофея), псковского князя 1266—1299 годов.

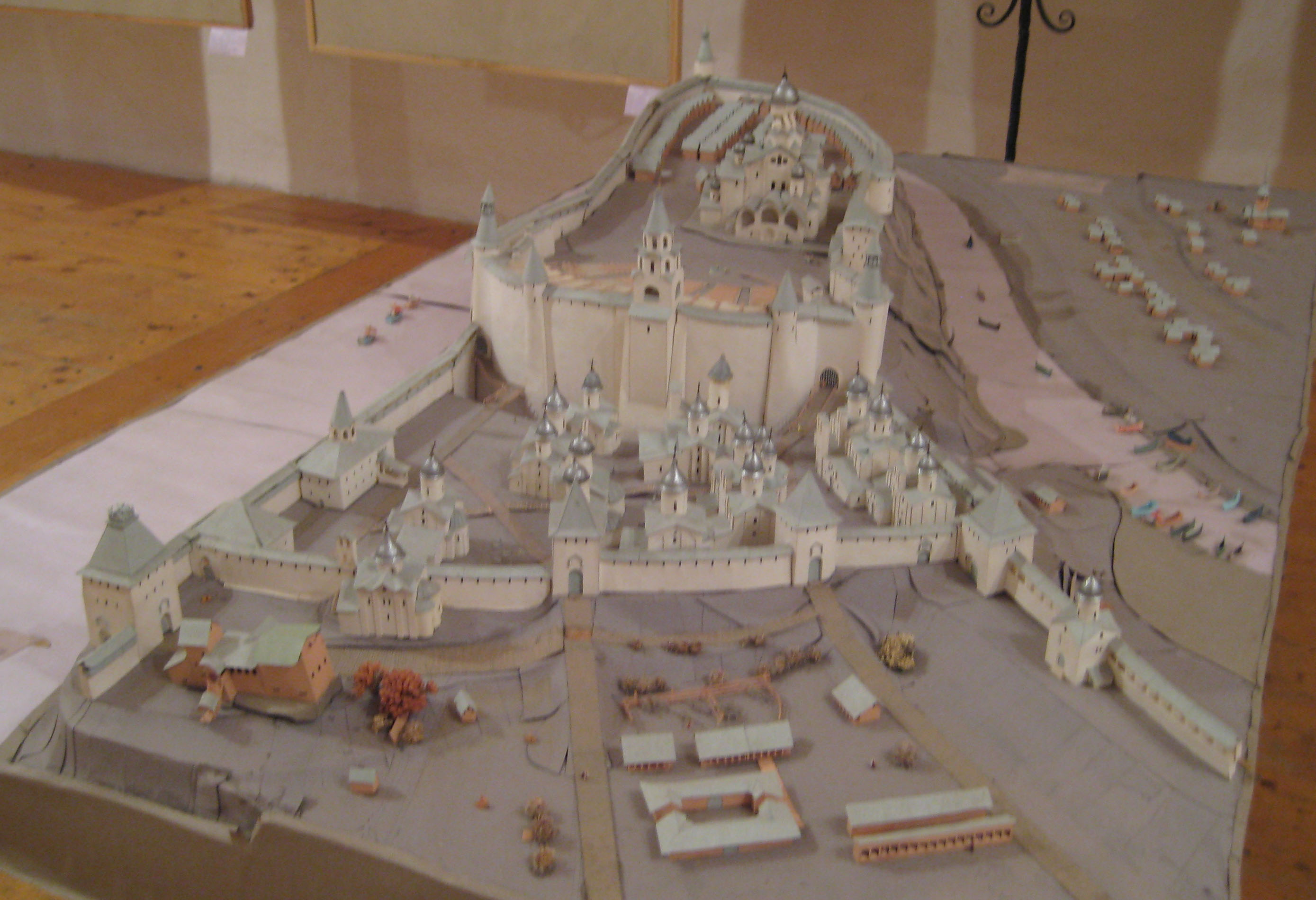
Вид на Кром и Довмонтов город. Макет. Около XVI века

## История
Стены города включают «Перси» (Довмонтову стену) на севере и новое продолжение крепости на юге, отстроенную на месте посада при князе Довмонте; восточная стена стоит над рекой Псковой, западная — над рекой Великой. Вместо застройки городских посажан сюда был перенесён административный центр, прозванный позже в XIV веке Довмонтовым городом (первое упоминание «Довмонтов город» относится к 1370-м годам). В XV веке здесь были построены Рыбницкая (башня над Святыми воротами) и Власьевская башня.

Довмонтова стена (Довмонтов город) второй пояс оборонительных стен псковской крепости.

В XV—XVI вв. на территории Довмонтова города находилось 17 храмов, потеряв своё значение, многие из них были снесены на рубеже XVI—XVII веков.

С началом Северной войны на территории Довмонтова города сооружена Рождественская батарея. Храмы были закрыты и использованы как склады оружия.
В конце XIX века территория Довмонтова города пустовала. Во время оккупации Пскова немецкими войсками в Довмонтовом городе находилась немецкая зенитная батарея. 
Во второй половине XX века археологами выявлены фрагменты древних сооружений Довмонтова города и настенных росписей храмов. Наибольшая сохранность настенной живописи в двух памятниках — церкви Николы с Гребли и в церкви Покрова. Фундаменты обнаруженных храмов законсервированы и выведены на поверхность земли.
Настенные росписи церквей Довмонтова города — осколки псковской старины, были вывезены в Ленинград и хранятся в Старой Деревне на Чёрной речке в новом фондохранилище Эрмитажа.
На территории Довмонтова города археологами обнаружены пластинчатый доспех XIV—XV вв. и более пятисот свинцовых печатей.
В Довмонтовом городе на крепостной стене Перси находится художественная композиция, установленная в честь 730 годовщины битвы на Чудском озере. Архитектор Всеволод Петрович Смирнов.
В южной стене находятся Приказные палаты постройки 1692—1693 годов.
Со временем Довмонтов город вошёл в ансамбль Крома (Кремля как улицы).

## Башни
- Власьевская башня
- Довмонтова башня (первоначально Смердья башня с воротами (захабом), в XIX веке разрушена и перестроена в многогранную Довмонтову без ворот)
- Рыбницкая башня (башня Святых ворот)

## Храмы
Сохранились основания храмов Довмонтова города, обнаруженные при раскопках, начатых во Пскове в 1956 году археологической экспедицией Государственного Эрмитажа:
| #  | Наименование                                              | Изображение                                                | Дата строительства | Современный адрес | Координаты                      | Комментарий | Статус         |
| -- | --------------------------------------------------------- | ---------------------------------------------------------- | ------------------ | ----------------- | ------------------------------- | --- | -------------- |
| 1  | Святого Тимофея Гаазкого (Тимофея-Довмонта)               |                                                            | 1268 год           | Довмонтов город   | 57°49′13″ с. ш. 28°19′47″ в. д. | Место захоронения князя Довмонта, закрыта под военные склады при Петре I в начале XVIII века                                                     | не сохранилась |
| 2  | Георгия                                                   |                                                            | 1269 год           | Довмонтов город   |                                 | Закрыта под военные склады при Петре I в начале XVIII века                                                                                       | не сохранилась |
| 3  | Фёдора Стратилата                                         |                                                            | 1272 год           | Довмонтов город   | 57°49′14″ с. ш. 28°19′49″ в. д. | Перестроена в XIV веке, в XVI веке соединена с соседней церковью Алексея Митрополита, закрыта под военные склады при Петре I в начале XVIII века | не сохранилась |
| 4  | Алексея Митрополита                                       |                                                            |                    | Довмонтов город   | 57°49′14″ с. ш. 28°19′49″ в. д. | В XVI веке соединена с соседней церковью Федора Стратилата                                                                                       | не сохранилась |
| 5  | Дмитрия Солунского                                        |                                                            | XII век            | Довмонтов город   | 57°49′15″ с. ш. 28°19′50″ в. д. | Перестроена в XIV веке, в 30-х годах XIX века разобрана                                                                                          | не сохранилась |
| 6  | Николы с Гребли                                           | Церковь св. Николая на Гребле с приделом св. Кира и Иоанна | XIV век            | Довмонтов город   | 57°49′15″ с. ш. 28°19′48″ в. д. | Закрыта под военные склады при Петре I в начале XVIII века. Обнаружена в 1945 году, раскопки 1959—1963 годах                                     | не сохранилась |
| 7  | Кирилла с Гребли                                          |                                                            | XIV век            | Довмонтов город   | 57°49′15″ с. ш. 28°19′47″ в. д. | Закрыта под военные склады при Петре I в начале XVIII века.                                                                                      | не сохранилась |
| 8  | Рождества Христова                                        |                                                            | XIV век            | Довмонтов город   | 57°49′16″ с. ш. 28°19′50″ в. д. | Засыпана при Петре I в начале XVIII века | не сохранилась |
| 9  | Покрова Богородицы                                        |                                                            | XIV век            | Довмонтов город   | 57°49′15″ с. ш. 28°19′50″ в. д. | Засыпана при Петре I в начале XVIII века | не сохранилась |
| 10 | Сошествия Святого Духа                                    |                                                            | XIV век            | Довмонтов город   | 57°49′15″ с. ш. 28°19′51″ в. д. | Засыпана при Петре I в начале XVIII века | не сохранилась |
| 11 | неаннотированная № 2 у церквей Николы и Кирилла с Греблей |                                                            | XIII век           | Довмонтов город   |                                 | Закрыта под военные склады при Петре I в начале XVIII века                                                                                       | не сохранилась |

С сентября 2010 года обсуждается вопрос о воссоздании к 2012 году четырёх храмов Рождественского полубастиона с открытием «Музея фрески».

## Фотогалерея

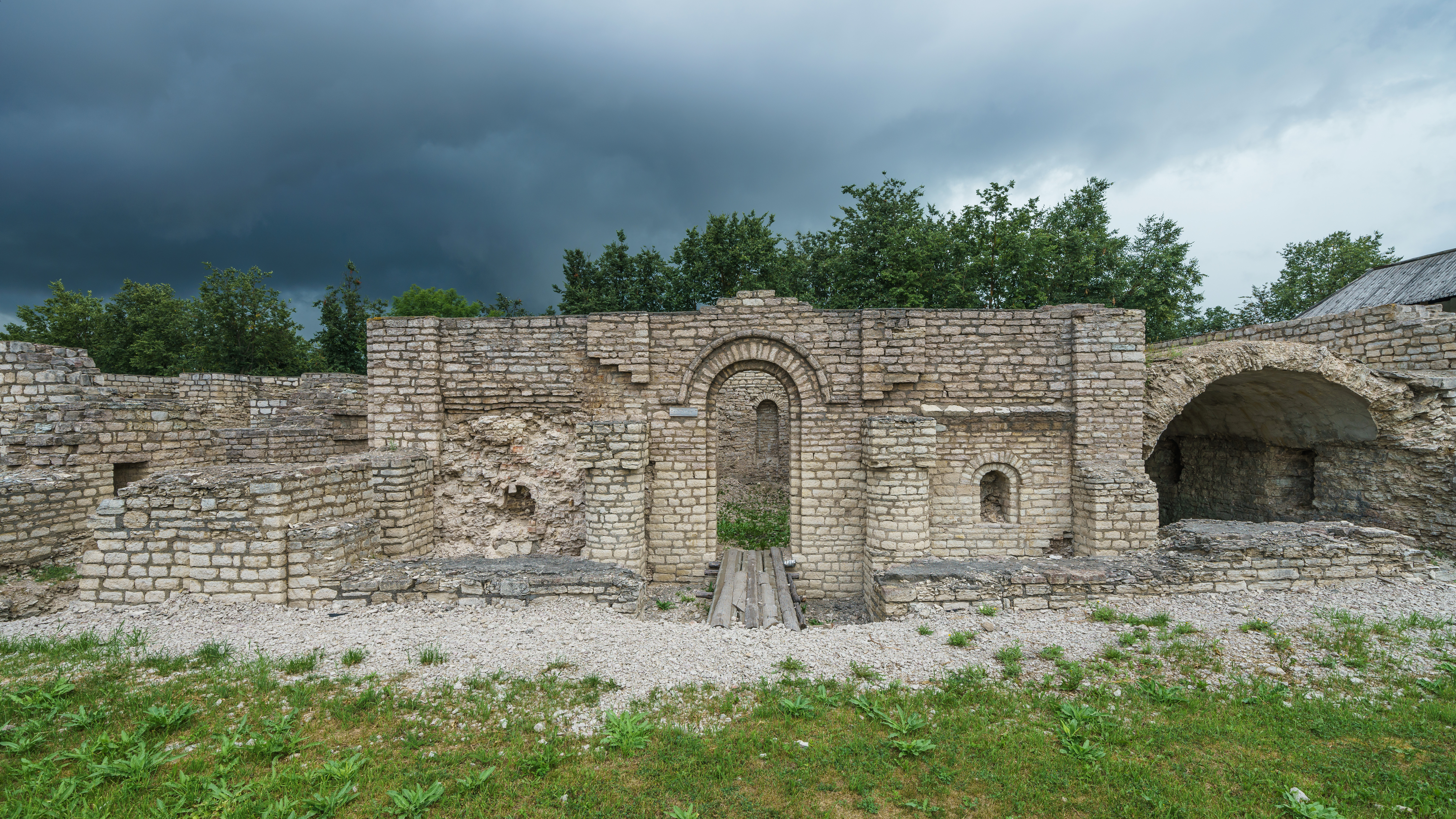
Церковь Покрова Пресвятой Богородицы
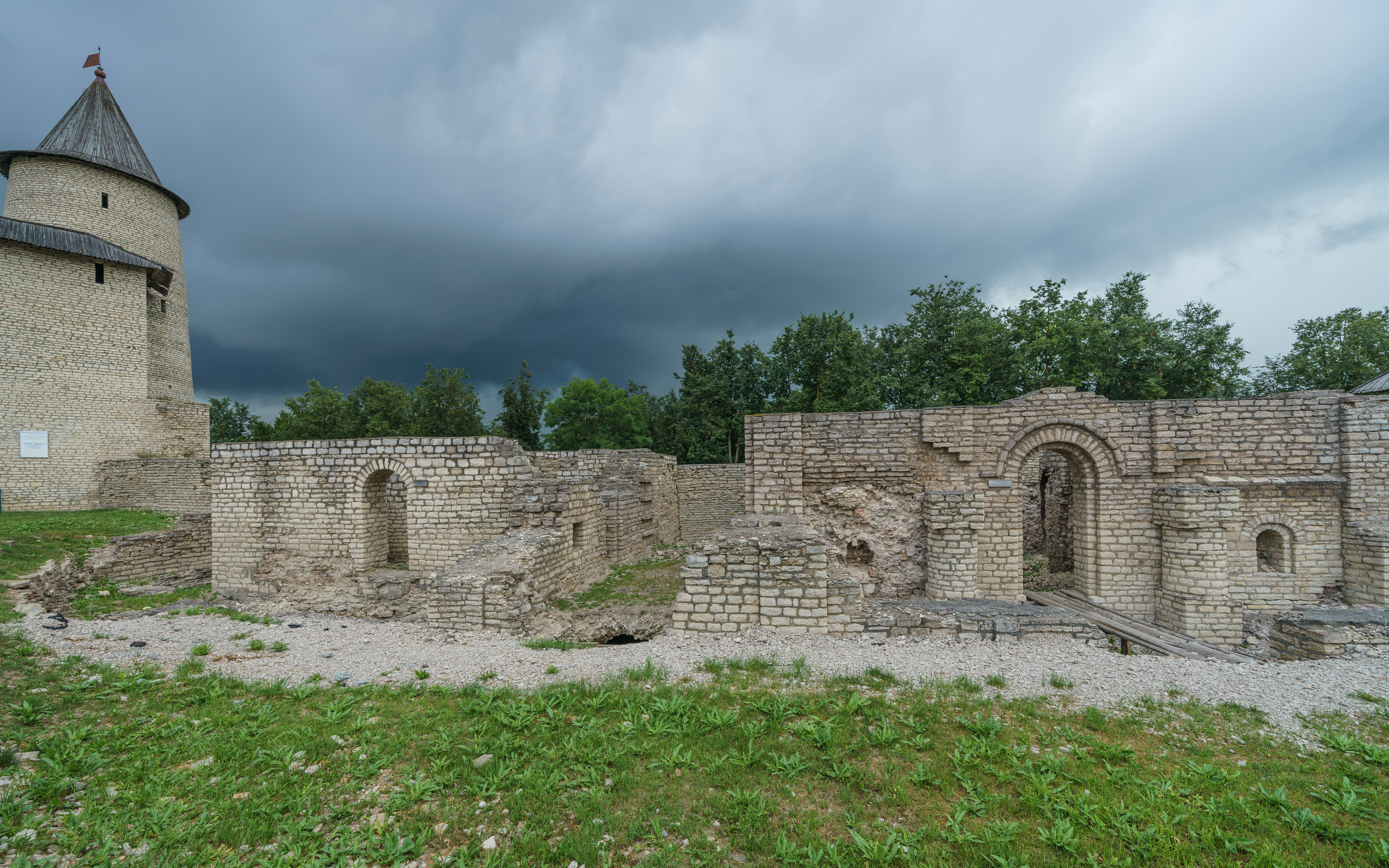
Церковь св. Николая на Гребле с приделом св. Кира и Иоанна
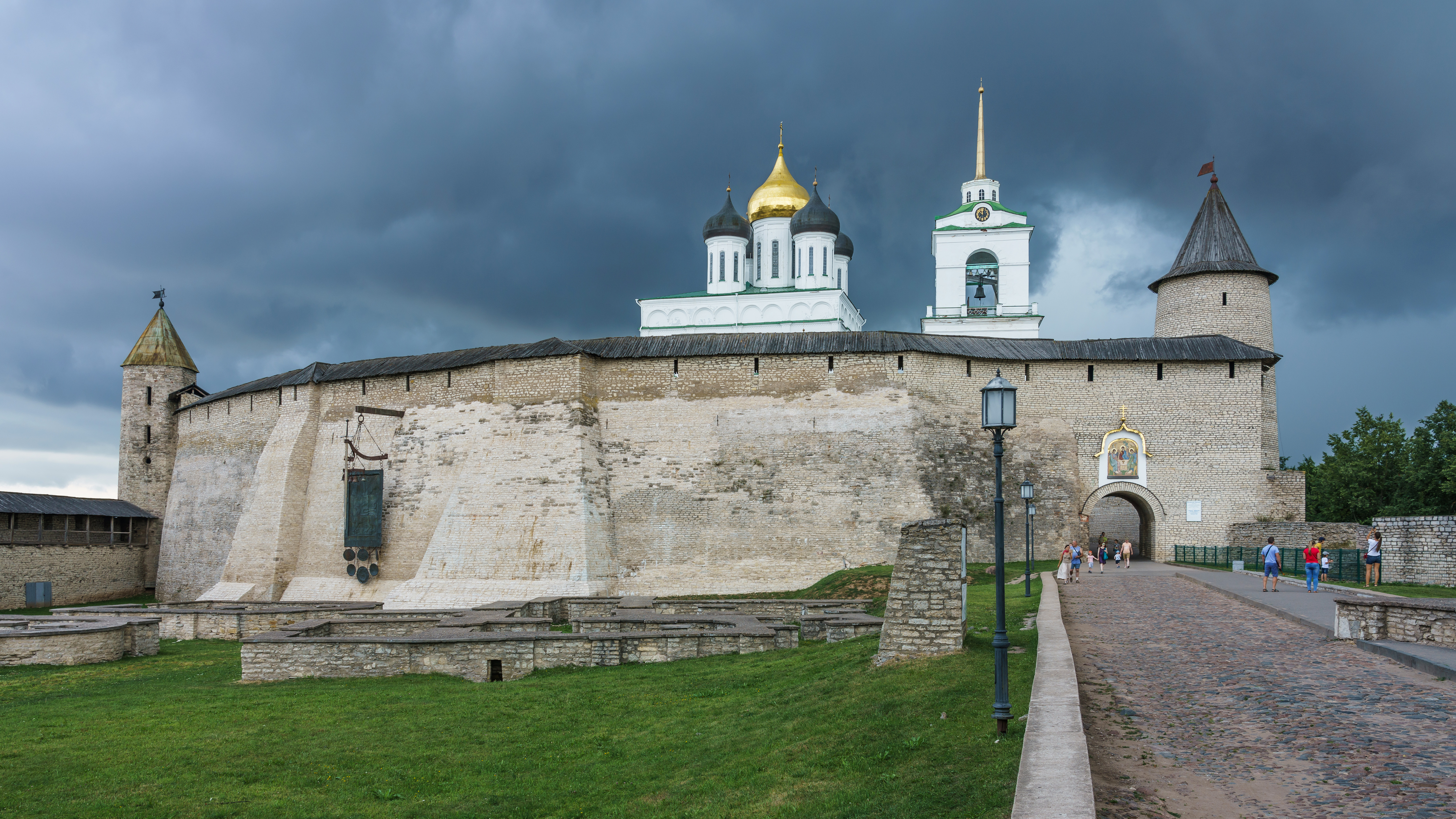
Вид от Довмонтова города на стены Кремля